# نان هندی

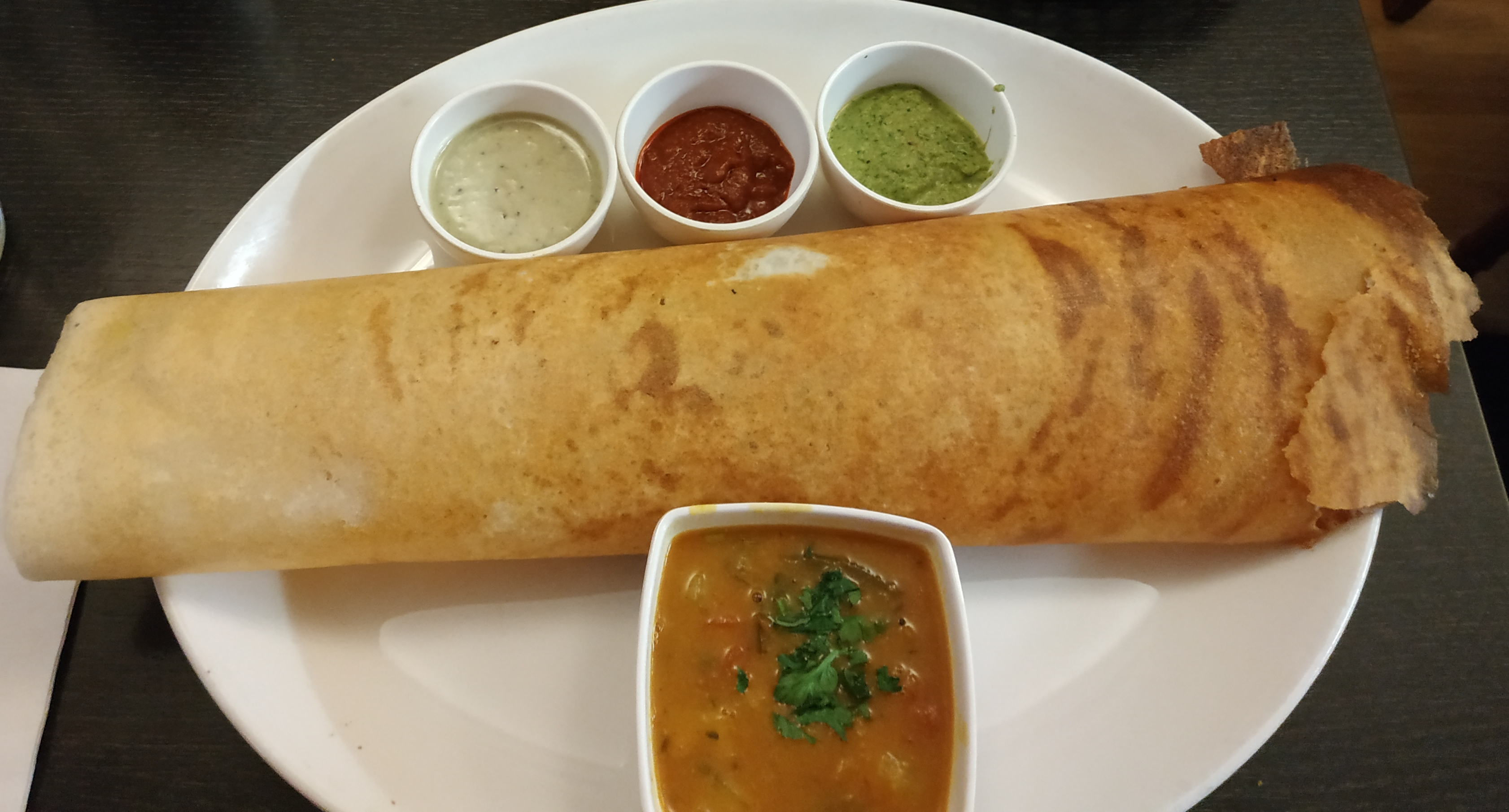
دوسا به همراه چتنی و سامبار

نان هندی (انگلیسی: Indian bread) یا به عبارت صحیح تر نان‌های هندی، طیف وسیعی از نان‌های تخت و کرپ می‌باشند که بخش جدانشدنی از آشپزی هندی هستند. تنوع نان‌های هندی بازتاب دهنده چندسانی عادات غذایی و فرهنگ هندی است.

## مواد اولیه
بیشتر نان‌های تخت شمال هند فطیر هستند و بیش از همه از آرد آسیاب شده، به‌طور معمول آردهای آتا یا مایدا، و آب تهیه می‌شوند. برخی از نان‌های تخت، به خصوص پاراتا ممکن است داخل لایه نان با سبزیجات پر شده و روی آن کره با روغن حیوانی مالیده شود.

## آماده‌سازی
در شمال هند، خمیر که ماده اصلی تهیه نان است توسط غلتش و نورد به صورت تخت درآمده و آماده پخت می‌گردد. بیشتر نان‌های هندی همچون روتی، کولچا و چاپاتی روی تاوه، صفحه فلزی از جنس چدن، فولاد یا آلومینیم، پخته می‌شوند.

## انواع
گونه‌های مختلف پنکیک و نان هندی از قبیل چاپاتی، پوری، روتی، بجرا روتلا (bajra rotla)، تپلا، پاراتا، نان، کولچا، باتورا، اپام، دوسا، لوچی، پوران پولی، پتیری (Pathiri) می‌باشند. برخی از این نان‌ها مانند پاراتا و روتی، دارای تنوع زیادی هستند. برخی گونه‌ها به نوع دانه ای که نان از آن تهیه می‌شود و برخی دیگر به محتوی مواد پر کننده درون لایه نان بستگی دارند.
- اپام
- چاپاتی- نان تخت فطیری در هند، نپال، بنگلادش و پاکستان است که بر روی یک سطح داغ پخته می‌شود.[۱]
- دوسا
  - ماسالا دوسا
- نان
- پاپادام
- پاراتا
  - آلو پاراتا
- پوری
- روتی
- شیرمال- زعفران
- تافتون